# 赶水北站
赶水北站是位于重庆市綦江县赶水镇的一个铁路车站，有川黔铁路经过该站，邮政编码401437。车站及其上下行区间均已电气化。车站距离重庆站150公里，隶属成都铁路局，是二等站，站内设有16条股道:325。
赶水为川黔铁路南北段的分界点。由于线路南北段运力不同、机车需换挂的因素，铁路部门于1965年在原赶水站北侧兴建赶水北站作为区段站:312,325。车站办理货运列车编组、解体业务，承担直达、直通货物列车的补减轴工作，以及客货军运列车的到发会让业务。站内设有通往赶水机务折返段的专用线。